# Pakisaurus
Pakisaurus balochistani
Genre
Espèce
Pakisaurus est un genre fossile de dinosaures sauropodes, un titanosaure basé sur quatre vertèbres du Crétacé supérieur, ayant été découvertes au Baloutchistan, dans l'ouest du Pakistan. 
L'espèce type et seule espèce, Pakisaurus balochistani, a été décrite par M. Sadiq Malkani en 2004 et 2006,.

## Étymologie
Le nom de genre Pakisaurus est composé du début du nom de Pakistan où les fossiles ont été découverts, et du mot du grec ancien σαυρος, sauros, « lézard », pour donner « lézard du Pakistan ».

## Découverte
L'espèce n'est connue à l'origine que par quatre vertèbres caudales, découvertes dans le membre de Vitakri de la formation géologique de Pab d'âge Maastrichtien, soit il y a environ entre 72,2 et 66,0 millions d'années. Trois autres vertèbres caudales lui ont été associées par la suite.

## Classification
L'auteur lui a créé sa propre famille, les Pakisauridae, en l'utilisant toutefois comme un synonyme des Titanosauridae.
Sadiq Malkani rapproche Pakisaurus des genres Sulaimanisaurus et Khetranisaurus, également découverts dans la même formation géologique et eux-mêmes basés sur des restes fossiles très limités.